# Морозенко, Павел Семёнович
Па́вел Семёнович Морозе́нко (укр. Павло́ Семе́нович Морозе́нко; 5 июля 1939, Снежное, Сталинская область — 13 августа 1991, территория Ростовской области) — украинский и советский актёр театра и кино. Заслуженный артист УССР (1973), лауреат Государственной премии РСФСР имени К. С. Станиславского (1976).

## Биография
Родился 5 июля 1939 года в небольшом городе Снежное (ныне Донецкая область, Украина). В 1947 — 1953 годах учился в Снежнянской неполной школе № 9.
В 1956 году окончил Снежнянскую среднюю школу № 12 и поступил на актёрский факультет Киевского театрального института имени И. К. Карпенко-Карого. В 1960 году, по окончании ВУЗа молодой актёр был зачислен в штат Киевской киностудии имени А. П. Довженко, а также был принят в труппу Киевского академического украинского драматического театра имени И. Я. Франко. В этом театре актёр проработал тринадцать лет, за эти годы создав множество разнохарактерных образов, играя в основном социальных героев в пьесах национальной украинской драматургии.
В 1973 году Павлу Морозенко было присвоено почётное звание Заслуженного артиста Украинской ССР. В том же году перешёл в Николаевский академический художественный русский драматический театр имени В. П. Чкалова, где проработал до 1975 года.
В 1975 — 1978 годах актёр посвятил сцене Ростовского областного драматического театра имени М. Горького. Четыре года в Ростове-на-Дону прошли очень успешно и плодотворно для творческой карьеры Морозенко, работы в театре были замечены и высоко оценёны критиками (за главную роль в спектакле «Тихий Дон» был удостоен звания лауреата Госпремии РСФСР).
В 1978 году по приглашению режиссёра Эдуарда Митницкого Павел Семёнович возвращается в Киев и присоединяется к труппе Киевского государственного театра драмы и комедии, нового театра на тот момент. Наряду с такими известными украинскими артистами как Владимир Ильенко, Галина Корнеева, Тамара Кибальникова, Станислав Пазенко и Вячеслав Добрынин, Морозенко стоял у самых истоков становления и как уже опытный актёр с именем, внёс большой творческий и общественный вклад в формирование молодого коллектива театра.
В декабре 1982 года переехал в Москву и поступил на работу в Московский академический театр имени В. В. Маяковского, которым в те годы руководил выдающийся театральный режиссёр Андрей Гончаров. Обладая хорошими сценическими данными и широким творческим диапазоном, Морозенко вплотную влился в коллектив легендарного театра, сыграв немало ролей различного репертуара. Сцене этого театра Павел Семёнович посвятил последние годы своей жизни.
Несмотря на обширную театральную занятость, работая в разных уголках страны, на протяжении всей карьеры Павел Семёнович снимался в кино, активно трудился за кадром. Мастер дубляжа — принимал участие в озвучивании советских и зарубежных фильмов на Киевской киностудии имени А. Довженко, работал на украинском радио.
В кино, ещё будучи в статусе студента, начал сниматься с массовых сцен и небольших эпизодов. На последнем курсе вуза был утверждён на главную роль в фильме режиссёра Владимира Денисенко «Роман и Франческа». Партнёршей юного начинающего актёра стала уже известная на тот момент актриса Людмила Гурченко. Печальная история о любви советского моряка Романа и итальянской певицы Франчески, разлучённых войной, нашла широкий отклик у зрителей. Великолепный дуэт Морозенко и Гурченко до сих пор смотрится на одном дыхании; несмотря на то, что прошли десятилетия со дня премьеры картины в 1960 году, «Роман и Франческа» остаётся одной из самых романтичных, добрых и трогательных мелодрам советского кинематографа.
Самой значимой работой в кино стала для актёра роль старшего сержанта Алексея Зырянова в фильме режиссёра Владимира Мотыля «Женя, Женечка и „катюша“», где его герой безнадёжно влюблён в связистку Женечку Земляникину (актриса Галина Фигловская). Морозенко очень хорошо создаёт характерный образ мужественного красавца Лёши — пылкий и язвительный по отношению к своему потенциальному сопернику, остроумному интеллигенту Жене Колышкину (актёр Олег Даль), старательно сдержанный и мягкий (но всё же неустойчив в своих эмоциях из за буйного характера девушки) по отношению к Женечке.
В основном экранные персонажи Морозенко — это люди с несгибаемой силой воли, мужественные и смелые (среди созданных образов много людей военных). Среди других наиболее известных фильмов с участием актёра: «Знакомьтесь, Балуев!», «Над нами Южный крест», «Десятый шаг», «Нечаянная любовь», «Нежность к ревущему зверю», «Следствие ведут ЗнаТоКи», «Война на западном направлении».
Был членом Союза кинематографистов и Союза театральных деятелей Украинской ССР, членом КПСС.
Трагически погиб (утонул в реке Дон) 13 августа 1991 года на территории Ростовской области. Похоронен актёр в родном городе Снежное на кладбище Шахты №22.

## Семья
- жена — Анна Михайловна Морозенко (девичья фамилия Лесная; годы жизни 1937 — 2012), советская актриса театра и кино;
- сын — Андрей Павлович Морозенко (р. 1963).
- внуки — Фесенко (Морозенко) Мария Андреевна (р. 1999) и Морозенко Иван Андреевич (род. в 2008)
- правнучка — Фесенко Елизавета Дмитриевна (р. 2019)

## Творчество

### Театральные работы
Киевский академический драматический театр имени И. Я. Франко 1960-1973 (избранное)
- В. Вишневский «Оптимистическая трагедия» — Алексей, матрос-анархист
- И. Карпенко-Карый «Бесталанная (Несчастная)» — Гнат, крестьянин
- Ж. Ануй «Антигона» — Гемон, сын фиванского царя Креонта   жених Антигоны
- М. Старицкий «Не суждено» — Дмитро Ковбань, крестьянин   член освободительного движения против барского сословия
- О. Кобылянская «В воскресенье рано зелье собирала»
- И. Кочерга «Свадьба Свички» — Козека, осмник
- А. Корнейчук «Почему улыбались звёзды» — Юрко, студент

Николаевский художественный русский драматический театр имени В. П. Чкалова 1973—1975. (избранное) 
- Э. Я. Володарский «Долги наши» — Иван Васильевич Крутов
- А. В. Вампилов «Старший сын» — Владимир Бусыгин, студент   лже-старший сын Андрея Сарафанова
- М. Горький «Чудаки» — Константин Мастаков, писатель

Ростовский драматический театр имени М. Горького 1975-1978 (избранное)
- А. Толстой «Царь Фёдор Иоаннович» — Борис Фёдорович Годунов, боярин фактический правитель государства Российского
- М. А. Шолохов «Тихий Дон» — Григорий Пантелеевич Мелехов, донской казак
- А. Софронов «Власть» — Маслин
- Н. Йорданов «Любовь необъяснимая» — Димо, рабочий представитель патриотического подполья
- А. Пешков (М. Горький) «Зыковы» — Антипа Иванов Зыков, лесопромышленник   глава семьи Зыковых
- М. Соважон «Ночной переполох» — Легран, комиссар полиции

Киевский государственный театр драмы и комедии 1978—1982 (избранное)
- Г. Пфайффер, Г. Кальтофен «Короткая, но счастливая жизнь»
- А. И. Гельман  «Мы, нижеподписавшиеся» — Юрий Николаевич Девятов, председатель комиссии
- Р. Феденёв «Высшая точка — любовь»

Московский академический театр имени В. Маяковского 1982—1991 
- М. Горький «Жизнь Клима Самгина» — Тимофей Степанович Варавка, отчим Клима
- М. А. Булгаков «Бег» — Де Бризар, командир гусарского белогвардейского полка
- Н. С. Лесков «Леди Макбет Мценского уезда» — Борис Тимофеевич Измайлов, купец свёкор Катерины
- А. Д. Салынский «Молва» — Авдей Трофимович Можаренков, председатель поселкового совета
- Э. С. Радзинский «Театр времён Нерона и Сенеки» — Сенатор Конь
- И. Э. Бабель «Закат» — Фомин, подрядчик
- Т. Уильямс «Кошка на раскалённой крыше» — доктор Бау
- Л. С. Петрушевская «Уроки музыки» — Иванов, уголовник
- Р. Болт «Да здравствует королева, виват!» — лорд Ботвел
- А. С. Розанов «Ночь ангела» — Вторая фигура
- Л. Толстой «Плоды просвещения» — доктор
- Б. Л. Васильев «Завтра была война» — представитель Райкома

### Фильмография
| Год  |     | Название                                                                                             | Роль                                                                                         |
| ---- | --- | --- | -------------------------------------------------------------------------------------------- |
| 1960 | ф   | Роман и Франческа                                                                                    | Роман Принада, моряк советского корабля «Тарас Шевченко»                                     |
| 1961 | ф   | Годы девичьи                                                                                         | Алексей, сотрудник шёлкового комбината                                                       |
| 1962 | ф   | Закон Антарктиды                                                                                     | Николай Шворкин, советский лётчик                                                            |
| 1962 | тф  | Свадьба Свички                                                                                       | Козека, надсмотрщик                                                                          |
| 1963 | ф   | Знакомьтесь, Балуев                                                                                  | Василий Марченко, строитель газопроводной трассы                                             |
| 1965 | ф   | Над нами Южный крест                                                                                 | Фёдор Бойко, полярник                                                                        |
| 1966 | тф  | Бесталанная                                                                                          | Гнат                                                                                         |
| 1966 | тф  | Почему улыбались звёзды                                                                              | Юрий, студент сын Екатерины Ивановны                                                         |
| 1966 | тф  | Брак по-американски (фильм-спектакль)                                                                | жених №12                                                                                    |
| 1967 | ф   | Десятый шаг                                                                                          | Осип Дзюба, комиссар Красной армии председатель Ревкома                                      |
| 1967 | ф   | Женя, Женечка и «катюша»                                                                             | Алексей Зырянов, гвардии старший сержант                                                     |
| 1967 | тф  | Не суждено                                                                                           | Дмитрий Ковбань                                                                              |
| 1968 | тф  | Чужой дом (фильм-спектакль)                                                                          | Фёдор                                                                                        |
| 1968 | тф  | Интродукция (фильм-спектакль)                                                                        | Николай Витальевич Лысенко, композитор                                                       |
| 1968 | тф  | В воскресенье рано зелье собирала                                                                    | имя персонажа неизвестно                                                                     |
| 1968 | кор | Любовь и доллары                                                                                     | Имя персонажа не указано                                                                     |
| 1970 | ф   | Нечаянная любовь                                                                                     | Алексей Концевой, моряк                                                                      |
| 1980 | ф   | Берём всё на себя                                                                                    | адмирал ВМФ СССР                                                                             |
| 1981 | тф  | Танкодром                                                                                            | Фомин, полковник танковых войск сотрудник конструкторского бюро                              |
| 1981 | ф   | Последний гейм                                                                                       | шеф банды                                                                                    |
| 1982 | мтф | Нежность к ревущему зверю                                                                            | Савелий Петрович Добротворский, генерал-лейтенант ВВС                                        |
| 1983 | ф   | Цена возврата                                                                                        | Сергей, партизан доставивший картину Айвазовского                                            |
| 1985 | тф  | Такой странный вечер в узком семейном кругу (фильм-спектакль)                                        | лесничий                                                                                     |
| 1986 | тф  | Встречная полоса (фильм-спектакль)                                                                   | судья                                                                                        |
| 1988 | тф  | И свет во тьме светит (фильм-спектакль)                                                              | Яков, столяр                                                                                 |
| 1988 | тф  | Следствие ведут ЗнаТоКи. Без ножа и кастета                                                          | генерал-лейтенант МВД непосредственный начальник Знаменского, Томина и Кибрит                |
| 1989 | мтф | Женщины, которым повезло                                                                             | Эдуард Матвеевич Кутепов, учитель супруг Светланы Бубенцовой                                 |
| 1990 | мтф | Война на западном направлении                                                                        | Константин Иванович Ракутин, генерал-майор командующий войсками 24-й армии Резервного фронта |
| 1990 | ф   | Десять лет без права переписки / Zehn Jahre ohne das Recht der Korrespondenz (производство СССР-ФРГ) | отец Михаила                                                                                 |
| 1990 | тф  | Завтра была война                                                                                    | представитель Райкома                                                                        |

Озвучивание советских фильмов
- 1964 — Сон
- 1968 — На Киевском направлении — Андрей Остапович Славута, генерал-майор (актёр Виталий Розстальный)
- 1969 — «Сердце Бонивура» (озвучил в фильме две роли) — Сева Цыганков (актёр Евгений Гвоздёв); полковник Белой армии (актёр Дмитрий Франько: двухсерийная киноверсия фильма 1971)
- 1969 — «Остров Волчий» — полковник полярной авиации (актёр Александр Гай)
- 1970 — В тридевятом царстве... — Поль, капрал (актёр Сергей Сибель)
- 1970 — «Мир хижинам, война дворцам»
- 1970 — «Белая птица с чёрной отметиной» — Роман, представитель ОУН (актёр Николай Олейник)
- 1971 — «Живая вода» — Антон Демьянович, лесник (актёр Александр (Лесь) Сердюк)
- 1971 — «Инспектор уголовного розыска» — Белоус, капитан милиции (актёр Виктор Мирошниченко)
- 1971 — «Нина» — Мефодий Гаврилович, командир партизанского отряда (актёр Александр Стародуб)
- 1972 — «Случайный адрес» — Иван Куприянович, бригадир (актёр Пётр Глебов)
- 1972 — «Пропавшая грамота» — Злой человек (Сатана и его братья / светлейший князь Григорий Потёмкин-Таврический (актёр Михаил Голубович: варианты фильма на русском и украинском языках)
- 1972 — «Тайник у Красных камней (Застава, в ружьё!)» — Григорий Иванович Кравцов, майор КГБ (актёр Александр Пархоменко[укр.])
- 1973—1975 — «Дума о Ковпаке» (частично озвучил в фильме три роли) — тракторист партизан по прозвищу «Медведь» (актёр Виктор Плотников: фильм 1-й «Набат»); Пётр Петрович Вершигора (актёр Юрий Саранцев: фильм 2-й «Буран» — некоторые сцены); Санин, помощник Ковпака (актёр Александр Гай: фильм 2-й «Буран» — некоторые сцены)
- 1974—1977 — «Рождённая революцией. Комиссар милиции рассказывает» (озвучил в фильме пять ролей) — Степан Петрович Сергеев, представитель центрального комитета революционной охраны основатель УГРО (актёр Улдис Пуцитис); Сомов, начальник Московского УГРО (актёр Виталий Розстальный); секретарь Райкома (актёр Валерий Ольшанский — некоторые сцены); Громов, старшина (актёр Александр Сердюк); Виктор Степанович, директор завода (актёр Юрий Заев)
- 1976 — «Остров юности» — Михаил Антонович, директор школы (актёр Александр Мовчан)
- 1976 — «Щедрый вечер» — Микола (актёр Владимир Волков)
- 1978 — «Предвещает победу» — рассказчик (читает закадровый текст)
- 1978 — «Вижу цель» — Федотов, полковник ПВО (актёр Валентин Белохвостик)
- 1978 — «За всё в ответе» (частично озвучил в фильме две роли) — Георгий, отец Никиты (актёр Вадим Захарченко — некоторые сцены 2-я серия); мясник (актёр Николай Гудзь)
- 1979 — «Своё счастье» — начальник Треста муж бывшей жены Резникова (актёр Георгий Епифанцев)
- 1979 — «Выгодный контракт» — Олег Петрович Ведерников, инженер-учёный одесского завода «Маяк» (актёр Александр Голобородько)
- 1979 — «Тяжёлая вода» — Арнольд Петрович, командир подводной лодки (актёр Борис Борисов)
- 1979 — «Ждите связного» — командир партизанского отряда (актёр Отар Коберидзе)
- 1979 — «Расколотое небо» — Васильев, офицер Белой армии заместитель командира авиаотряда (актёр Вадим Ильенко)
- 1979 — «Полоска нескошенных диких цветов» — Иван, антибраконьер (актёр Регимантас Адомайтис)
- 1980 — «Овод» — Джузеппе Мадзини, итальянский политик патриот (актёр Картлос Марадишвили)
- 1980 — ««Мерседес» уходит от погони» — Василий Головин, шофёр (актёр Михаил Голубович: вариант фильма на русском языке); Владимир Локтев, командир развед-группы (актёр Герман Юшко: вариант фильма на украинском языке)
- 1980 — «От Буга до Вислы» — Пётр Петрович Вершигора, командир Первой Украинской партизанской дивизии имени С. А. Ковпака (актёр Михай Волонтир)
- 1980 — «Лесная песня. Мавка» — Лесовик (актёр Иван Миколайчук: русский текст, проходящий как в русском, так и в украинском варианте фильма); Перелесник (актёр Борис Хмельницкий: вариант фильма на украинском языке)
- 1981 — «Последний гейм» — Владимир Сергеевич Малаш, детский тренер по лёгкой атлетике (актёр Всеволод Гаврилов: варианты фильма на русском и украинском языках)
- 1981 — «Ярослав Мудрый» — Воинег, человек княжны Предславы (актёр Всеволод Гаврилов)
- 1987 — «Случай из газетной практики» — Глеб Константинович Подберёзов (актёр Пётр Вельяминов)
- 1988 — «Дорога в ад» — Николай Степанович Гончаров, полковник милиции начальник отдела по организации борьбы с наркоманией (актёр Ромуалдс Анцанс)
- 1991 — «Оружие Зевса» — Джон Барри, журналист сын Дэна и Мэй (актёр Андрейс Жагарс)

Дублирование зарубежных фильмов

| Год  |   | Русское название | Оригинальное название                                               | Роль                                                                        |
| ---- | - | ---------------- | ------------------------------------------------------------------- | --------------------------------------------------------------------------- |
| 1972 | ф | Наперекор всему  | серб. Živjeti za inat (производство СССР-СФРЮ)                      | Саво, брат Петра (актёр Боро Бегович)                                       |
| 1972 | ф | Танцовщица       | урду Umrao Jan Ada‎ (производство Пакистан)                          |                                                                             |
| 1972 | ф | Любимый Раджа    | хинди Raja Jani (производство Индия)                                | Гаджендра Сингх, главный министр княжества (актёр Прем Нат)                 |
| 1974 | ф | Дервиш и смерть  | серб. Derviš I smrt (производство СФРЮ)                             |                                                                             |
| 1975 | ф | Братья по крови  | нем. Blutsbrüder (производство ГДР)                                 | Твёрдая Скала, вождь индейского племени «Шайенн» (актёр Гойко Митич)        |
| 1976 | ф | Два незнакомца   | хинди Do Anjaane (производство Индия)                               | Падре, воспитатель детского пансиона (актёр Абхи Бхаттачарья)               |
| 1976 | ф | Пустыня Тартари  | итал. Il Deserto dei Tartari (производство Италия-Франция-ФРГ-Иран) | Тронк, фельдфебель (актёр Франсиско Рабаль)                                 |
| 1977 | ф | Все и никто      | пол. Wszyscy i nikt (производство ПНР)                              | Шеф, сержант армии Людовой (актёр Эмиль Каревич)                            |
| 1979 | ф | Прости, Аруна    | хинди Manzil (производство Индия)                                   | господин Капур, адвокат Аджая Чандры (актёр Шрирам Лагу)                    |
| 1979 | ф | Твоя любовь      | хинди Hum Tere Ashiq Hain (производство Индия)                      | Сардар Сантхалу, настоящий отец Ананда (актёр Ом Шивпури)                   |
| 1981 | ф | Хан Аспарух      | болг. Хан Аспарух (производство НРБ)                                | хан Аспарух, основатель Первого Болгарского государства (актёр Стойко Пеев) |

## Признание и награды
- заслуженный артист УССР (8 июня 1973)
- Государственная премия РСФСР имени К. С. Станиславского (1976) — за исполнение главной роли Григория Пантелеевича Мелехова в спектакле Ростовского-на-Дону драматического театра им. М. Горького «Тихий Дон» по одноимённому произведению М. А. Шолохова
- медаль «В память 1500-летия Киева» (1982) — за значительный вклад в социально-культурное развитие г. Киева